# Une nuit de noces (film, 1935)
Pour les articles homonymes, voir Une nuit de noces.
Une nuit de noces est un film français réalisé par Maurice Kéroul et Georges Monca et sorti en 1935. 

## Fiche technique
- Titre du film : Une nuit de noces
- Réalisation : Maurice Kéroul et Georges Monca
- Scénario : Albert Barré et Henri Kéroul
- Photographie : Henri Barreyre et Paul Portier
- Musique : Joseph Szulc
- Société de production :  Films Éclat et Haussmann Films
- Pays :  France
- Format :  Noir et blanc - 1,37:1 - 35 mm - son mono
- Date de sortie : 
  - France - 30 août 1935

## Distribution
- Armand Bernard
- Florelle
- Robert Arnoux
- Claude May
- Julien Carette